# No One Knows
No One Knows è un singolo dei Queens of the Stone Age, pubblicato il 26 novembre del 2002.
Il brano, tratto dall'album Songs for the Deaf, è diventato nel tempo il più grande successo della band di Josh Homme, spinto molto anche da una formazione che comprendeva al tempo anche Dave Grohl alla batteria. Per la canzone venne girato anche un videoclip, girato dal regista francese Michel Gondry.

## Tracce

### Germany CD, UK Release CD1
1. "No One Knows" (Josh Homme, Nick Oliveri, Mark Lanegan)
2. "A Song for the Dead" [live from The Mean Fiddler] (Homme, Lanegan)
3. "Avon" [live from The Mean Fiddler] (Homme)
4. "No One Knows" [multimedia track] (Homme, Lanegan)

### UK Release CD2
1. "No One Knows" (Homme, Lanegan)
2. "Gonna Leave You" [Spanish Version] (Homme, Nick Oliveri)
3. "Tension Head" [live from The Mean Fiddler] (Homme, Oliveri)

### European 7''
1. "No One Knows" (Homme, Lanegan)
2. "Tension Head" [live from The Mean Fiddler] (Homme, Oliveri)

## Formazione
- Josh Homme - voce, chitarra
- Nick Oliveri - basso
- Dave Grohl - batteria